# Westmont (Illinois)
Westmont è un comune degli Stati Uniti d'America, situato nell'Illinois, nella contea di DuPage. Si trova a circa 28 km da Chicago.